# Blozende stinkvezelkop
De blozende stinkvezelkop (Inocybe haemacta) is een schimmel behorend tot de familie Inocybaceae. Hij vormt ectomycorrhiza en komt het meest voor bij hazelaar. Hij komt voor in parken en plantsoenen.
De soort bevat psilocybine en psilocine. 

## Kenmerken

### Uiterlijke kenmerken
hoed
De hoed heeft een diameter van maximaal 5 cm. Het hoedoppervlak is eerst glad en fijnkorrelig, daarna licht schilferend. De hoedkleur is in het centrum donker grijsgroenachtig. Het hoedoppervlak heeft bruinachtige vezels op een lichtere achtergrond. De hoed en de steel hebben blauwgroene verkleuring.
geur
Verse vruchtlichamen ruiken naar een paardenstal.

### Microscopische kenmerken
De gladde sporen meten maximaal circa 11 µm. Cystidia zijn meestal spoelvormig en hebben zeer dunne, soms golvende wanden. De wand heeft een dikte ten hoogste circa 1,5 µm.

## Verspreiding
De blozende stinkvezelkop komt in Nederland vrij algemeen voor. Hij staat op de niet rode lijst.